# گورگن، باکو
گورگن (به لاتین: Gürgən) یک منطقهٔ مسکونی در جمهوری آذربایجان است که در باکو واقع شده‌است. گورگن ۷۲۶ نفر جمعیت دارد.

## ریشه واژه
نام گورگن برگرفته از واژه فارسی/تاتی گرگان است به معنی جایی که در آن گرگ‌ها زیاد هستند.